# Bockhorn (Walsrode)
Bockhorn ist ein Ortsteil der Stadt Walsrode im Landkreis Heidekreis in der Lüneburger Heide in Niedersachsen. In dem Heidedorf leben etwa 290 Einwohner auf einer Fläche von 9,0 km².

## Geografie
Bockhorn liegt im südöstlichen Bereich der Stadt Walsrode, 7 km südöstlich vom Kernort Walsrode und 2,5 km östlich von Düshorn. Im östlichen Bereich grenzt der Ort unmittelbar an einen großen Truppenübungsplatz.
Nachbargemeinden sind – von Norden aus im Uhrzeigersinn – Bad Fallingbostel, Fahrenholz, Krelingen und Düshorn.

## Geschichte
Bockhorn wurde erstmals 1237 urkundlich erwähnt. Der Name „Bockhorn“ leitet sich aus der Lage des Ortes ab. Die Silbe „boke“ bedeutet Buche, die Silbe „horn“ bedeutet Ecke oder Anhöhe. Auf den Bockhorner Höfen stehen heute noch alte Buchen und Eichen und prägen damit das Erscheinungsbild des Dorfes.
Im Zuge der Errichtung des Truppenübungsplatzes Bergen erfolgte die Räumung des größten Teils des Hofes Deil, der zur Gemeinde Bockhorn gehörte. Die Hofbesitzer wurden entschädigt. Der Hof wurde in die in der Nähe errichteten Kasernen von Oerbke einbezogen, die Gebäude dienten danach als Offiziersmesse. Die Gesamtgröße des Gemeindegebietes Bockhorn betrug 977 Hektar, davon sind 72 ha in den Truppenübungsplatz gefallen.
Seit der Gebietsreform in Niedersachsen, die am 1. März 1974 in Kraft trat, ist die vorher selbstständige Gemeinde Bockhorn eine von 23 Ortschaften der Stadt Walsrode.

## Politik
Ortsvorsteher ist Fynn Bröenhorst.

## Kultur und Sehenswürdigkeiten
Die über 9 ha großen, einzigartigen Ginseng-Gärten der FloraFarm am Rande des Dorfes sind der einzige Ort in Europa, an dem koreanischer Ginseng seit fast 30 Jahren in professionellem Stil angebaut und vermarktet wird.

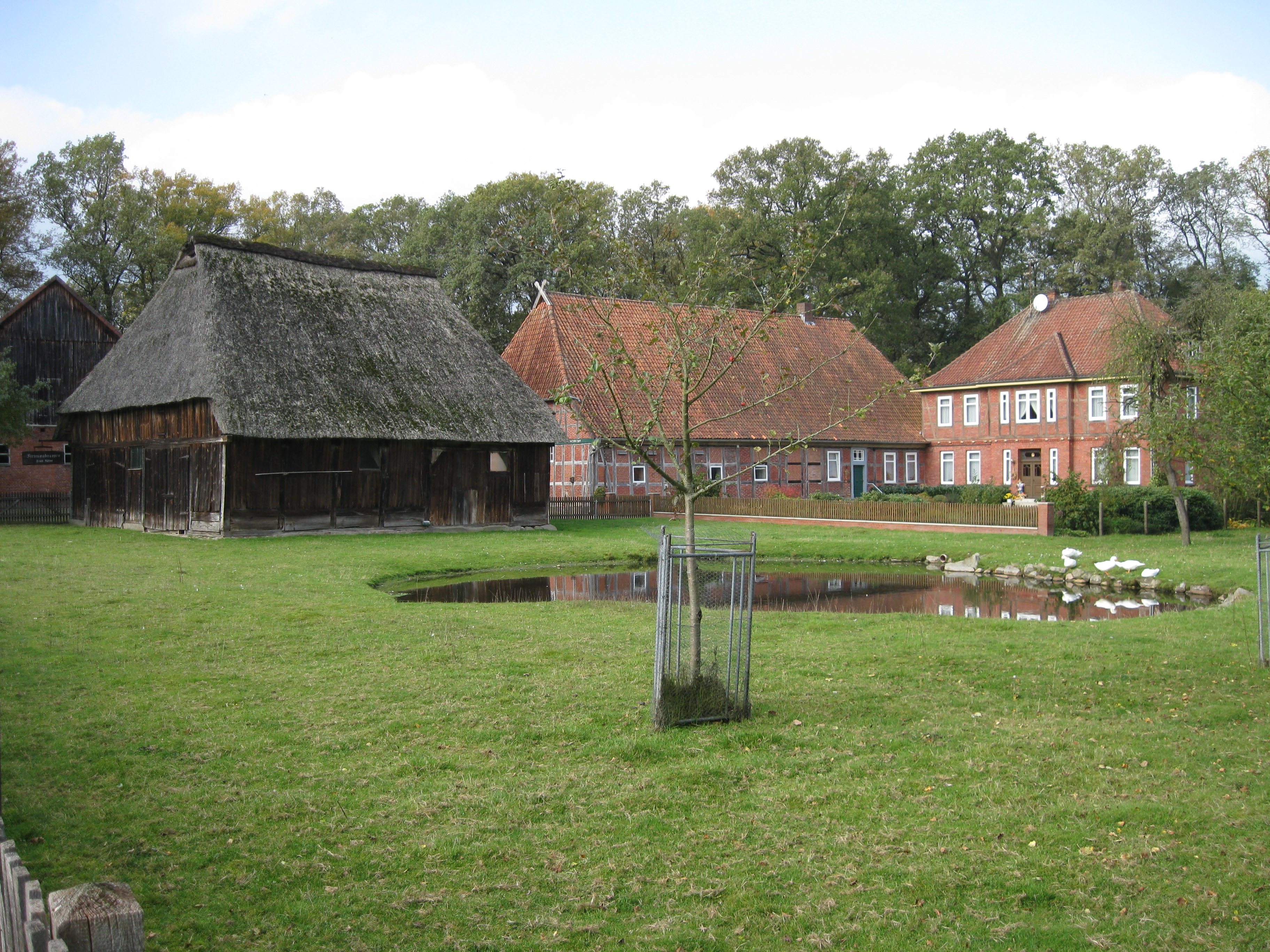
Bockhorn
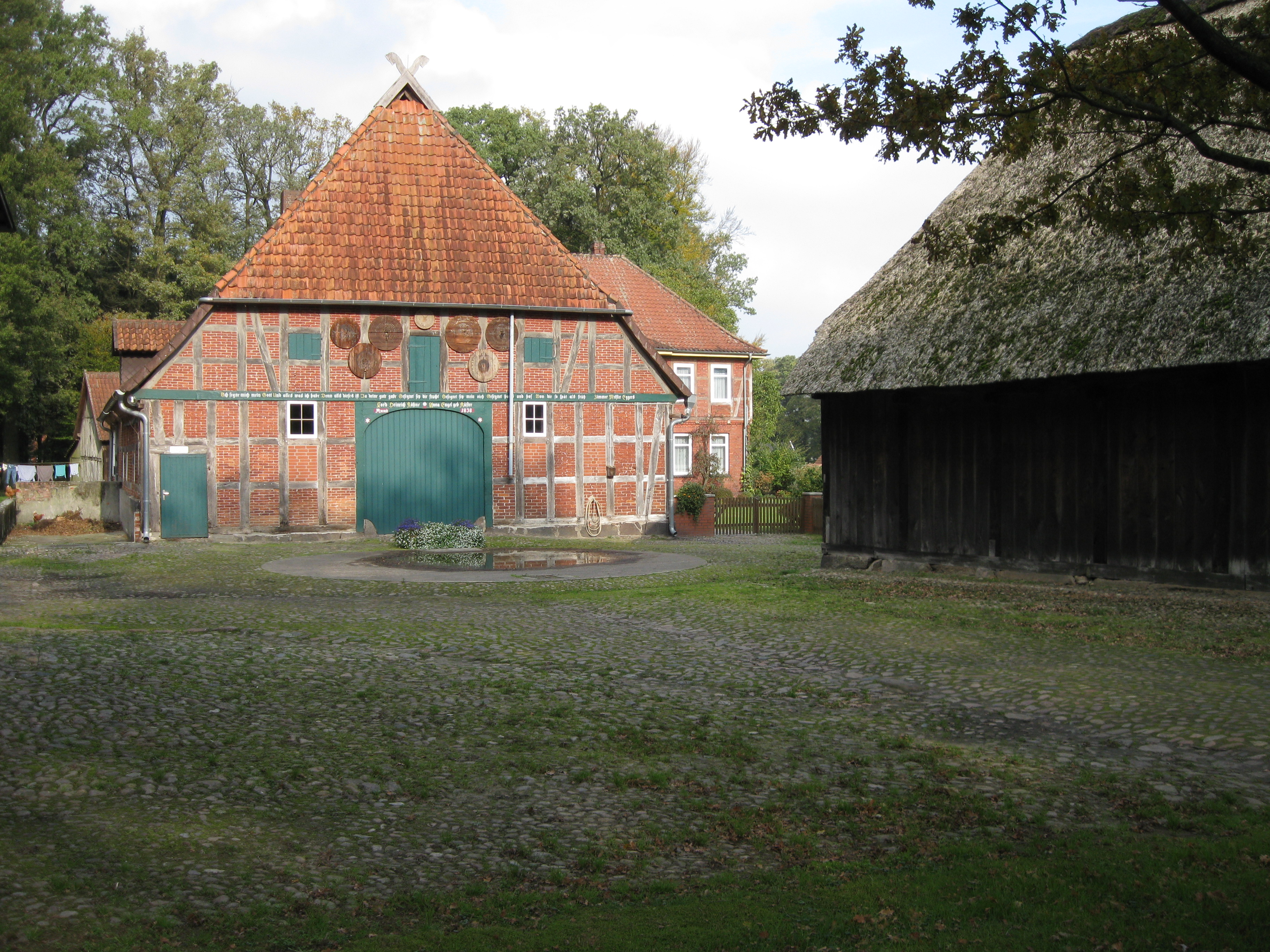
Bockhorn
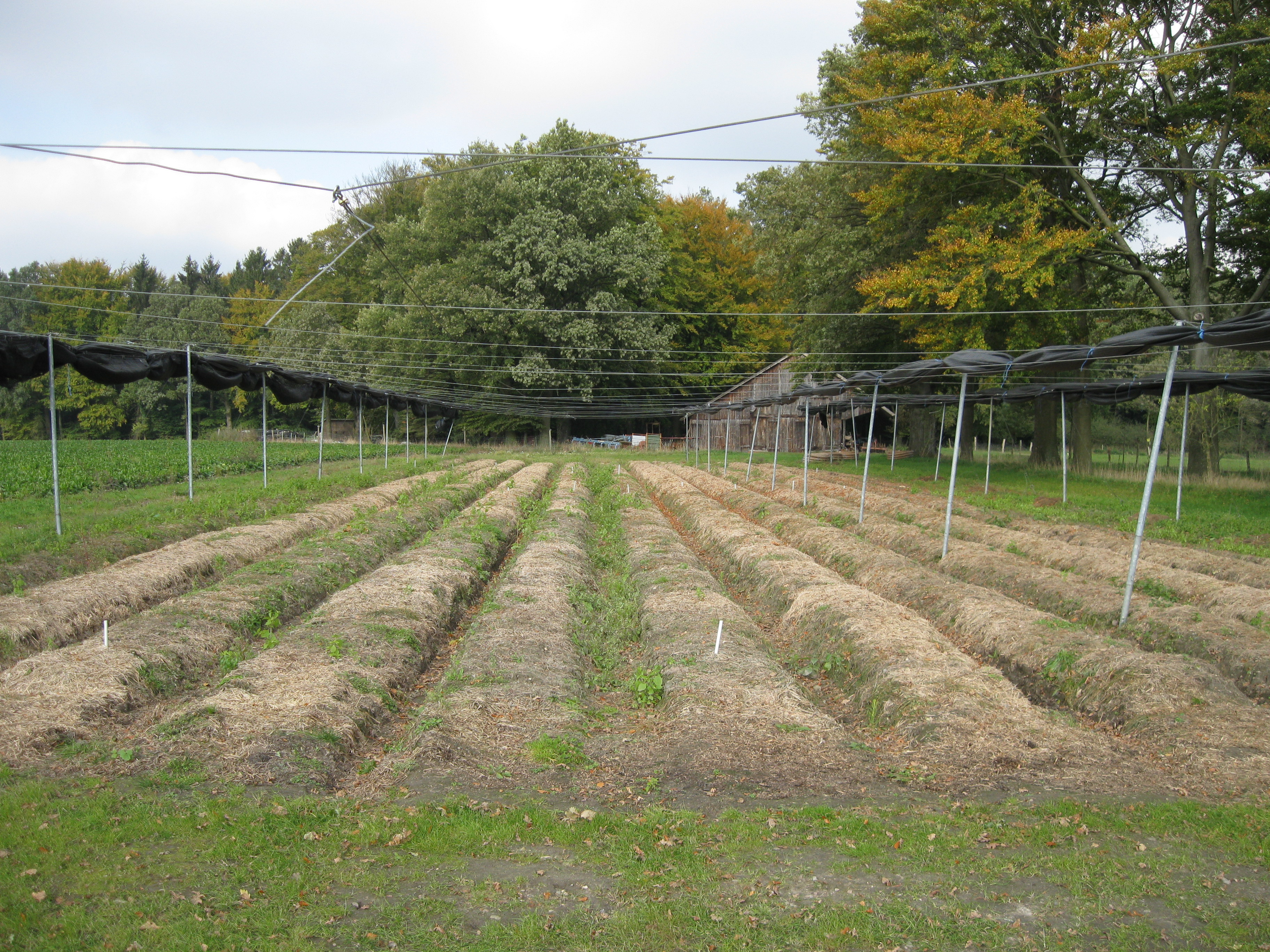
FloraFarm, Bockhorn
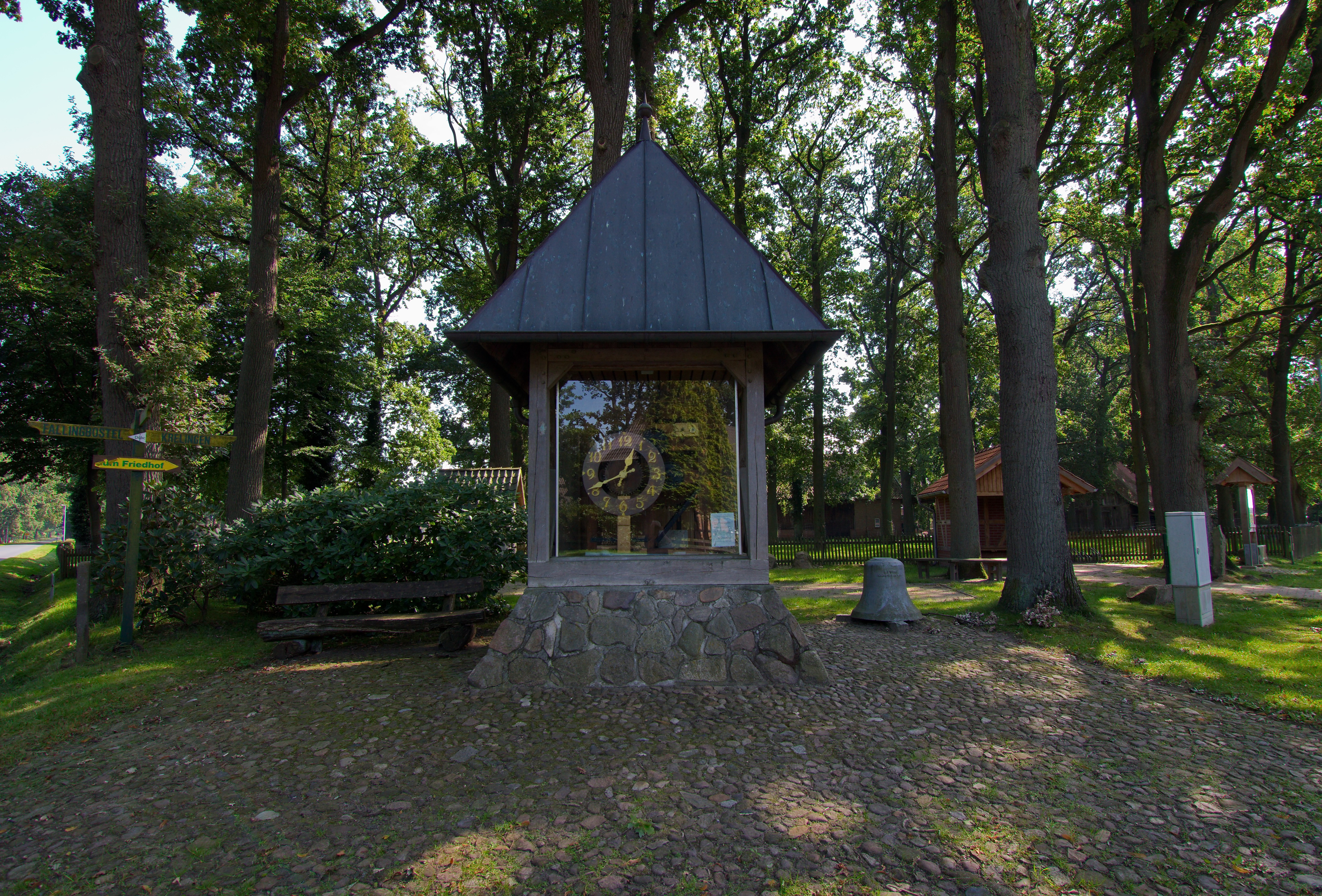
Bockhorner Uhr
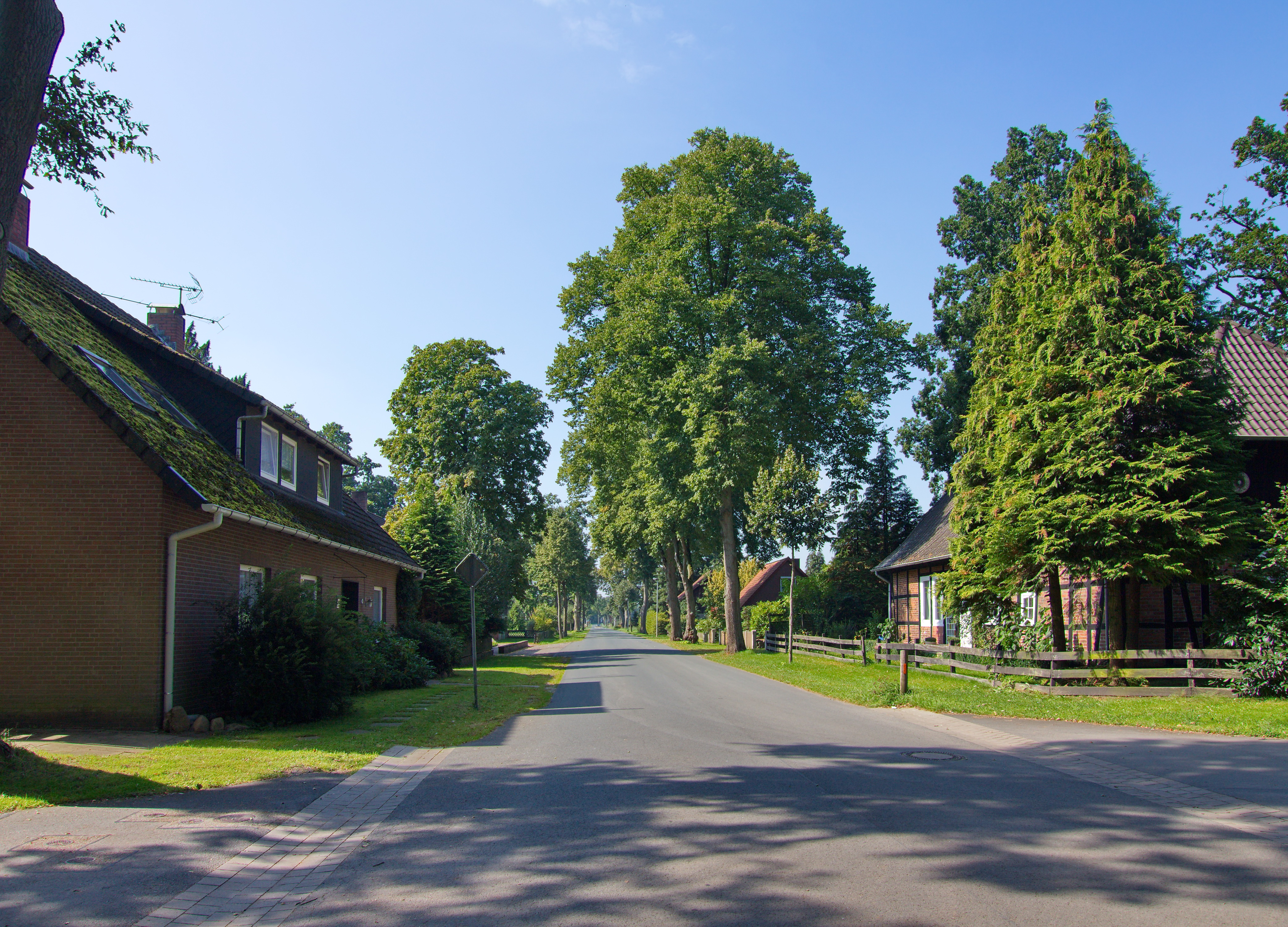
Ortsblick

siehe auch Liste der Baudenkmale in Bockhorn

## Wirtschaft und Infrastruktur
Die Bundesautobahn 7 verläuft 1 km entfernt östlich von Bockhorn und das Autobahndreieck Walsrode liegt 4 km südlich. Die von Bad Fallingbostel über Walsrode und Rethem nach Nienburg führende Bundesstraße 209 verläuft 3,5 km entfernt nördlich. 
In Bockhorn gibt es keine Straßenbezeichnungen, sondern nur Hausnummern, nach denen sich Einwohner, Postboten, Lieferanten und Besucher orientieren müssen.